# La peregrina
La peregrina (título original en italiano, La Pellegrina) es una obra de teatro lírico italiana de Girolamo Bargagli, célebre por haberse representado dentro de las suntuosas festividades nupciales de Fernando I de Médici, gran duque de Toscana, con Cristina de Lorena, princesa de Francia y nieta de la anterior reina madre de Francia, Catalina de Médici, en 1589 en el palacio Pitti de Florencia.
La peregrina había sido escrita en el año 1579, y toma su argumento de la mitología griega, teniendo por tema el amor conyugal; no se representó hasta diez años después de su composición y en una versión acortada, tres años después de la muerte del autor. 
Esta obra es célebre sobre todo por sus intermedii: se trata de pasajes musicales (y generalmente vocales, aparte de las sinfonías) intercaladas con las partes habladas, a imitación del teatro antiguo; su importancia en esta obra hace que se considere como la primera ópera. 
Seis de los más grandes compositores de la época fueron requeridos para componer los intermedios: Cristofano Malvezzi y Antonio Archilei o Emilio de' Cavalieri para el primero, Luca Marenzio para el segundo y el tercero, Giulio Caccini, Cristofano Malvezzi y Giovanni Bardi para el cuarto, Luca Marenzio, Cristofano Malvezzi y Jacopo Peri para el quinto, Cristofano Malvezzi y Emilio de' Cavalieri para el sexto. Todos estos compositores formaron parte de la primera generación que desarrolló la monodia acompañada, y se considera a todos ellos como pioneros de la ópera, de la que escribieron los primeros esbozos al mismo tiempo que Monteverdi (Peri escribirá su célebre Euridice once años después). 
El aparato escénico fue obra del arquitecto Bernardo Buontalenti, y cada detalle del espectáculo se confió a los más grandes artistas de la época, para crear un espectáculo total y perfecto; la partitura fue publicada en Venecia en el año 1591 y conoció un gran éxito.
Luca Marenzio, Giulio Caccini, Jacopo Peri, Antonio y su esposa Vittoria Archilei, conocida como "la Romanina", figuraron entre los cantantes.

## Grabaciones
Existen tres versiones principales de este trabajo en CD; la de Paul Van Nevel es considerada como la versión de referencia.
| Dirección      | Conjunto                                                           | Sello discográfico | Año  |
| -------------- | ------------------------------------------------------------------ | ------------------ | ---- |
| Andrew Parrott | Taverner Consort                                                   | EMI                | 1988 |
| Paul Van Nevel | Huelgas Ensemble                                                   | Sony               | 1998 |
| Skip Sempé     | Capriccio Stravagante, junto con el coro Collegium Vocale de Gante | Paradizo           | 2007 |

Algunos pasajes de La peregrina están igualmente grabados por separado, como la sinfonia del cuarto intermedio (compuesto por Malvezzi), interpretado por Vincent Dumestre y su conjunto Le Poème Harmonique en el álbum Firenze 1616 (ediciones alpha).